# Richart Báez
Pour les articles homonymes, voir Baez.
Richart Martín Báez Fernández (né le 31 juillet 1973 à Asuncion) est un footballeur paraguayen qui évoluait au poste d'attaquant.

## Biographie
Baez est considéré comme l'un des plus talentueux attaquants de l'histoire de l'Olimpia.
En 2002, il aide l'Olimpia à remporter la Copa Libertadores de América en inscrivant un but crucial en finale.
Baez était également connu pour son charisme et son contact avec les supporters et ses coéquipiers. Il participe avec le Paraguay à la coupe du monde de football 2002.

## Palmarès

### Club
Universidad de Chile
- Meilleur buteur du championnat du Chili : Clausura 1997 (10 buts)